# 1459.
◄ | 14. stoljeće | 15. stoljeće | 16. stoljeće | ►
◄ | 1420-ih | 1430-ih | 1440-ih | 1450-ih | 1460-ih | 1470-ih | 1480-ih | ►
◄◄ | ◄ | 1456. | 1457. | 1458. | 1459. | 1460. | 1461. | 1462. | ► | ►►
Arhitektura • Astronomija • Glazba • Knjige • Književnost • Kršćanstvo • Medicina • Pravo • Promet • Slikarstvo • Znanost

## Događaji
- Bernardo Rosselino započinje radove na glavnom trgu u Pienzi. Tu su smještene tri palače – komunalna, biskupska i obiteljska, te katedrala sagrađena u stilu južnonjemačkih dvoranskih crkava. Pienza postaje prototipom idealnog renesansnog grada.
- Srpska despotovina pada pod Osmansko Carstvo

## Rođenja
- Ludovik Crijević Tuberon, hrvatski latinist († 1527.)

## Vanjske poveznice
|  | Zajednički poslužitelj ima još gradiva o temi 1459. |